# Bryan Lopez Gonzalez
Bryan Steven Lopez Gonzalez (n. Queens, New York Estados Unidos, 12 de junio de 1988) es un futbolista estadounidense que juega como arquero. Es el segundo estadounidense que juega en Paraguay después de Jerry Laterza (1994–1995).

## Trayectoria
Jugó en el plantel sub-19 del Sportivo Luqueño en el 2007, antes de llegar a jugar en el plantel de primera y después en la Copa Libertadores de 2008.

### Clarkstown Eagles

#### 2016
En julio de 2016 los Clarkstown Eagles ganaron 2 a 0 contra New Jersey en la final de la region North East en el National Premier League de EE. UU., con López jugando de titular.

### Selección
En 2007 fue convocado para la selección paraguaya sub-20 pero rechazó la oportunidad por no tener doble nacionalidad.

### Clubes

#### Juveniles
| Club             | País     | Año       |
| ---------------- | -------- | --------- |
| Sportivo Luqueño | Paraguay | 2004–2007 |

#### Mayores
| Club                 | País           | Año       |
| -------------------- | -------------- | --------- |
| Sportivo Luqueño     | Paraguay       | 2007–2013 |
| Fernando de la Mora  | Paraguay       | 2010      |
| Presidente Hayes     | Paraguay       | 2013      |
| Sportivo San Lorenzo | Paraguay       | 2014      |
| Clarkstown Eagles    | Estados Unidos | 2015–     |